# Alonso de Alvarado
Pour les articles homonymes, voir Alvarado.
Alonso de Alvarado (Secadura, Cantabrie (Espagne), 1500 – Lima (Pérou), 1556), est un conquistador espagnol.

## Biographie
Au Pérou dès 1534 avec Pedro de Alvarado, à la recherche de l'Eldorado, il se bat en 1536 contre l'Inca Yupanqui puis, accompagne Pizarro dans la conquête du Pérou. Il devient capitaine général de cette province, explore le nord-est de Cajamarca et atteint le Huallaga où, apprenant qu'une révolte a lieu dans Chachapoyas qu'il a fondée en 1535, il fait demi-tour. 
Il prend parti pour Pizarro contre Diego de Almagro (1537-1538), notamment à la bataille de Las Salinas et poursuit les meurtriers de son général. 
Il meurt à Lima, en 1556.